# Jean-Jacques Challet-Venel
Jean-Jacques Challet-Venel (Genève, 11 mei 1811 - aldaar, 6 augustus 1893) was een Zwitsers radicaal politicus uit het kanton Genève. Van 1864 tot 1872 was hij lid van de Bondsraad.

## Biografie
De vader van Jean-Jacques Challet-Venel was een klokkenmaker. In 1830 sloot Jean-Jacques zijn studie in de letterkunde af en werd hij leraar aan een pensionaat. Na zijn huwelijk met de dochter van de eigenaar van het pensionaat werd hij gepromoveerd tot directeur van de instelling.

### Kantonnale politiek
In 1851 was hij een van de oprichters van de conservatieve cercle national en werd in 1854 voor die groepering in de Grote Raad van Genève gekozen. Na enige tijd stapte hij over naar de radicalen, de huidige Vrijzinnig-Democratische Partij.De Liberalen.
In 1858 werd Challet-Venel lid van de Staatsraad van het kanton Genève. Hij beheerde er het departement van Militaire Zaken (1858-1861) en het departement van Financiën (1861-1864). Van 27 november 1861 tot 27 november 1862 en van 30 november 1863 tot 12 juli 1864 was hij voorzitter van de Staatsraad.

### Federale politiek
Bij de Zwitserse parlementsverkiezingen van 1857 werd Jean-Jacques Challet-Venel verkozen in de Nationale Raad. Enkele jaren later werd hij op 12 juli 1864 bij de Zwitserse Bondsraadverkiezingen van 1864 verkozen als lid van de Bondsraad, als opvolger van Giovanni Battista Pioda. Het was de eerste maal dat het kanton Genève in de Bondsraad was vertegenwoordigd. Hij zetelde tot 31 augustus 1872 en beheerde volgende departementen:
- 1864-1867: Departement van Financiën
- 1868: Departement van Posterijen
- 1869: Departement van Financiën
- 1870-1872: Departement van Posterijen

Challet-Venel was een groot voorstander van de bestaande federalistische structuur van de Zwitserse Confederatie en was gekant tegen de volledige herziening van de Zwitserse Grondwet in centralistische zin. Om deze reden werd hij bij de Zwitserse Bondsraadverkiezingen van december 1872 niet herverkozen. Daarmee was hij na Ulrich Ochsenbein het tweede Bondsraadslid dat zich herverkiesbaar stelde, maar niet werd herverkozen.
Na zijn aftreden was hij actief in de handel. Bij de Zwitderse parlementsverkiezingen van 1872 werd hij opnieuw verkozen in de Nationale Raad, waar hij eerder al zetelde van 1857 tot 1864. Hij zou er zetelen tot aan de Zwitserse parlementsverkiezingen van 1878. Van 1885 tot zijn dood was hij voorzitter van de kamer van koophandel van Genève.
- Gemeinsame Normdatei: 1052412815
- Historisch woordenboek van Zwitserland: 003903
- Zwitserse Bondsvergadering: 1769
- Virtual International Authority File: 103201466
- WorldCat: E39PBJmtxgJb7QQPbWKMKpg3Qq